# Caso Philip Morris contra Uruguay
El caso Philip Morris contra Uruguay fue un proceso judicial iniciado el 19 de febrero de 2010 y concluido el 8 de julio de 2016, en el cual la multinacional tabacalera Philip Morris Internacional (PMI), cuya casa matriz se localiza en Lausana, presentó una demanda contra Uruguay ante el Centro Internacional de Arreglo de Diferencias Relativas a Inversiones (CIADI). La referencia al proceso es Caso CIADI No. ARB/10/7, y el nombre del caso es: FTR Holdings S.A. (Suiza) y otros contra la República Oriental del Uruguay.
La compañía Philip Morris demandó a Uruguay por un monto de veinticinco millones de dólares, por incurrir en prácticas anticompetitivas alegando una violación del tratado bilateral de inversión entre Suiza y Uruguay.
Por otra parte, Uruguay y sus autoridades habían recibido elogios por su campaña de promoción de la salud por parte de la Organización Mundial de la Salud y por activistas antitabaco.
El 8 de julio de 2016, después de seis años el CIADI falló en favor de Uruguay obligando a los demandantes a pagar los gastos de los demandados y del tribunal.

## Tabacaleras
La historia de las empresas tabacaleras en Uruguay comienza con la creación de la Compañía Industrial de Tabacos Monte Paz S.A., fundada en 1880. A la fecha de la demanda esta empresa representaba a las marcas de cigarrillos Nevada, Coronado y California, entre otras.

En 1945 surgió la empresa Abal Hermanos S.A., que a la fecha de la demanda actuaba como representante de las marcas de PMI Marlboro, Benson & Hedges, Silver Mint, Fiesta, Philip Morris, Casino, Next y L&M.  Por otra parte, la empresa British American Tobacco (BAT) vendía tabaco además de cigarrillos.
BAT se instaló en Uruguay en  1998 y el 21 de abril de 2010 se retiró, cuando representaba las marcas Kent, Kool, Lucky Strike y Pall Mall.

## Contexto
El 19 de junio de 2003, cuando el presidente uruguayo era Jorge Batlle, la Asamblea General de Uruguay aprobó el convenio marco para el control del tabaco, convenio mediante el cual se alineó a las políticas recomendadas por la Organización Mundial de la Salud (OMS). El convenio se ratificó el 9 de agosto de 2004 y entró en vigor el 27 de febrero de 2005, luego de la sanción del parlamento uruguayo.
El gobierno de Tabaré Vázquez, que se había iniciado el 1° de marzo de 2005, promovió una serie de medidas para combatir el consumo del cigarrillo, cuyas enfermedades asociadas constituían una de las mayores causas de mortalidad en ese país. Estas enfermedades suponían, en el 2005, la muerte de cinco mil personas por año a nivel nacional. El consumo de tabaco afectaba a uno de cada cuatro uruguayos.
La metodología empleada por el estado uruguayo para modificar esta situación consistió en una serie de decretos presidenciales, resoluciones y ordenanzas ministeriales, leyes, campañas de difusión públicas y modificaciones impositivas, que tenían por objeto la reducción del consumo de cigarrillos en la sociedad uruguaya.
Algunas de las medidas tomadas por el gobierno fueron la prohibición de vender distintos tipos de presentaciones de una misma marca de cigarrillos, y la exigencia de la difusión de imágenes de advertencia sobre el riesgo de fumar, imponiendo que las mismas ocuparan el 80 % de la caja de cigarrillos, además de la subida de impuestos, y la prohibición de la publicidad de cigarrillos en los medios de comunicación, así como del patrocinio que hacen las marcas de tabaco en cualquier tipo de eventos. Además, se prohibió fumar en lugares públicos como oficinas, centros estudiantiles, bares, restaurantes, bailes, y lugares públicos cerrados, entre otros; los uruguayos solo pueden fumar en lugares abiertos o en sus casas, y no pueden ser comercializados cigarrillos electrónicos.

## Campaña
El 1 de marzo de 2006 Uruguay se convirtió en el primer país latinoamericano en prohibir fumar en espacios públicos cerrados.
Uruguay introdujo el mismo año las primeras advertencias sanitarias gráficas, que han ido cambiando a imágenes más explícitas y de mayor tamaño.
El Estado aplicó la Ley 18.256, aprobada en marzo de 2008, que incluye los seis ejes estratégicos de la política antitabaco.
El Ministerio de Salud Pública de Uruguay realizó la campaña "Uruguay Libre de Humo de Tabaco", aplicada paulatinamente. El 31 de mayo de 2006, la Organización Panamericana de la Salud (OPS) y OMS premiaron a Tabaré Vázquez con su mayor galardón, el Premio del director general de la OMS, por su contribución a reducir el consumo de tabaco y por su accionar a favor de la salud y en contra del tabaquismo. El 6 de marzo de 2009 la XIV Conferencia Mundial de Salud y Tabaco distinguió a Uruguay en la India por dicha campaña.

## Reclamación
Philip Morris International es una compañía multinacional que pertenece al Grupo Altria. Es la principal empresa productora de tabaco, propietaria de siete de las veinte marcas globales que fabrican cigarrillos. El reclamo hecho a Uruguay por la empresa alegaba una violación del Tratado Bilateral de Inversión (TBI) entre Suiza y Uruguay. El TBI proporciona protección para las inversiones hechas en Uruguay, incluyendo propiedad intelectual. Se alegaba que dos de las regulaciones implementadas por Uruguay en 2009, perjudicaban las inversiones de la empresa en el país.
La tabacalera inició la reclamación en el Centro Internacional de Arreglo de Diferencias Relativas a Inversiones (CIADI) del Banco Mundial. En ese foro, se formó un tribunal arbitral con un árbitro designado por cada parte y un tercer árbitro electo por los árbitros designados por las partes. Los demandantes fueron FTR Holding S. A. (Suiza), Philip Morris Products S. A. (Suiza), y Abal Hermanos S. A. (esta última representante de PMI en Uruguay), iniciándose un caso contra la República Oriental del Uruguay (CIADI Caso No. ARB/10/7). Según su director de comunicaciones Morgan Rees, la empresa trató de dialogar con el gobierno uruguayo sin éxito.

No nos queda más remedio que litigar.
Morgan Rees, director de comunicaciones regulatorias de Philip Morris Internacional, en 2010.

La empresa afirmó que la aplicación del Decreto Nº 287/09, la Ordenanza Ministerial Nº 466/09, y la resolución del Ministerio de Salud Pública Nº 514/09, lesionaban sus intereses expropiando su propiedad intelectual sin compensaciones, no habiendo sido tratada de forma justa y equitativa y con el resultado de que la aplicación de las medidas le provocaría una pérdida sustancial del mercado. Por estos conceptos, reclamaba al estado uruguayo una reparación económica de veinticinco millones de dólares.

Philip Morris Internacional no discute la mayoría de las medidas de regulación sobre el tabaco adoptadas por Uruguay, pero sí dos de ellas: la exigencia de retirar del mercado 7 de sus 12 productos y la obligación de aumentar a 80 % la superficie de los paquetes de cigarrillos dedicada a los mensajes sobre los riesgos del tabaco para la salud.
 Anne Edwards, directora de comunicación de Philip Morris Internacional, en 2013.

## COP4 y OMS
Del 15 al 20 de noviembre de 2010, se llevó a cabo en el Hotel Enjoy de Punta del Este, Maldonado, la IV Conferencia de las Partes Sobre el Tratado de la OMS para el Control del Tabaco (COP4). El presidente de COP4 Thamsanqa Dennos Mselenku y el representante de OPS/OMS en Uruguay el doctor Eduardo Levcovitz participaron del encuentro.

Philip Morris que demandó a Uruguay por sus medidas antitabaco, quiere dar un escarmiento al Uruguay e intimidar a otros países.
Tabaré Vázquez, noviembre de 2010.

Tabaré Vázquez dijo sobre este punto en su oratoria que la multinacional «está interesada en darle un escarmiento a Uruguay e intimidar a otros países que sigan su rumbo. Philip Morris no ahorrará recursos para lograr su objetivo. Tiene mucho dinero y el dinero tiene mucho poder, el de la frivolidad y la corrupción», agregando que «hay cosas que no admiten negociación alguna» como la salud de un país.
El expresidente José Mujica en su discurso recordó que el 1 de marzo de 2006 Uruguay se convirtió en el primer país de América Latina y el quinto del mundo en estar libre de humo de tabaco. Durante la conferencia, ante los representantes de 171 países que debatían sobre el tabaco, contó una anécdota personal:

He sido en mi vida un fumador empedernido, estuve muchos años preso y para mortificarme me racionaban el tabaco. Y de puro orgullo un día le dije a las autoridades 'no fumo más'. Y estuve siete años sin fumar... nunca es un enemigo derrotado [el cigarro] siempre está al acecho, todo lo que puedan hacer, todo lo que puedan inventar es poco, para semejante enemigo.
José Mujica, noviembre de 2010.

## Apoyos
Entre los amicus curiae internacionales del Uruguay estaba la OPS, que respaldó al país. Michael Bloomberg, alcalde de Nueva York y Bernard Borel, diputado suizo del Cantón de Vaud, también apoyaron la posición uruguaya.
Además, las organizaciones Sociedad Estadounidense contra el Cáncer, Framework Convention Alliance, Campaña por Niños Libres de Tabaco (Campaign for Tobacco Free Kids), Corporate Accountability International, InterAmerican Heart Foundation e International Union Against Tuberculosis and Lung Disease, reiteraron su gran apoyo financiero, de sanitarios y de expertos, a Uruguay, en contra del juicio iniciado por PMI.
En 2011, en la XXIX Reunión de Ministros de Salud del Mercosur (Argentina, Brasil, Uruguay y Paraguay) emitió también una declaración de apoyo a Uruguay por su política sanitaria contra el consumo de tabaco y sus consecuencia en la salud.
El bufete jurídico que asesoró a Uruguay fue el estadounidense Foley Hoag LLP (informalmente, Foley, Hoag & Eliot), con sede en Boston. Philip Morris estuvo representado por la firma suiza Lalive.
Se estimaba que la resolución podría llevar entre tres y cuatro años. No había antecedentes en el mundo de un caso igual, por lo que su resolución sentó jurisprudencia.

## Instancias
El 19 de febrero de 2010 inició el proceso judicial. El 26 de marzo de ese año el secretario general del CIADI registró una solicitud de institución de los procedimientos de arbitraje.
El 15 de marzo de 2011 se eligieron los tres árbitros: ante el Centro Internacional de Arreglo de Diferencias Relativas a Inversores (CIADI), Uruguay eligió como árbitro al abogado y juez australiano James Crawford, mientras que PMI designó como representante al estadounidense Gary Born y el CIADI al profesor italiano Piero Bernardini.
El 24 de mayo de 2011 se establecieron acuerdos de confidencialidad y uso de la información que se adoptarían en el juicio. La primera reunión fue por videoconferencia con los árbitros y las partes involucradas. El presidente del tribunal estableció un cronograma de reuniones que tomaron seis semanas.
El 25 y 26 de mayo de 2011 se realizó en París, Francia la primera reunión del proceso judicial iniciado por Philip Morris.
El 6 de septiembre de 2011 representantes y equipo de abogados que defendió a Uruguay se reunieron en Washington, Estados Unidos. Se actualizó información del proceso y se anunció que las primeras audiencias serían a partir de marzo de 2012. Ese día el tribunal emitió una orden de confidencialidad respecto a los procedimientos.
El 24 de septiembre de 2011 el demandado Uruguay presentó un memorial sobre la jurisdicción del caso.

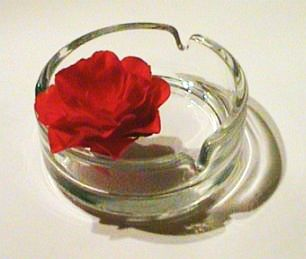
Logo del Día Mundial Sin Tabaco

El 21 de octubre de 2011 la tabacalera Philip Morris anunció el cierre de su planta de fabricación en Uruguay. El país comenzó a tener cigarrillos importados de Argentina.
El 24 de enero de 2012, los demandantes presentaron una contramemoria sobre la jurisdicción.
El 1 de junio de 2012 el Ministerio de Salud Pública envió al Parlamento un proyecto de ley para prohibir la publicidad de tabaco en los puntos de venta en Uruguay.
Los días 5 y 6 de febrero de 2013 fueron las primeras audiencias presenciales a puertas cerradas en París, que se centraron en aspectos de jurisdicción.
El 2 de julio de 2013 el CIADI decidió que tenía jurisdicción en el caso Philip Morris contra Uruguay.
Al día siguiente, la OMS, la OPS y América Libre de Tabaco, lanzaron la campaña regional enmarcada en el tema de ese año del Día Mundial Sin Tabaco: prohibir la publicidad, la promoción y el patrocinio del tabaco; designándose como deportista a cargo de la transmisión del mensaje al futbolista uruguayo Diego Forlán. Se estimó que la primera audiencia ante el tribunal sería a fines de 2014.
El 25 de octubre de 2013 la Comisión de Promoción y Defensa de la Competencia de Uruguay aplicó una multa a la tabacalera Abal Hermanos (filial local de Philip Morris) por haber desarrollado una práctica anticompetitiva, de acuerdo a la Resolución Nº 128/013.
El 4 de marzo de 2014 Philip Morris presentó los argumentos.
Por su parte, el 29 de septiembre de 2014 Uruguay presentó sus argumentos, y el 18 de junio de 2015 aumentó el impuesto para los cigarrillos en el país.
El 25 de noviembre de 2015, se volvió a anunciar un alza de 10 % en el impuesto para los cigarrillos en Uruguay.
El 19 de enero de 2016 las partes presentaron un escrito sobre los costos.
El 6 de julio de 2016 la prensa anunció que se esperaba el fallo sobre el juicio.
Dos días más tarde finalizó el proceso y la CIADI emitió el fallo a favor de Uruguay.

## Reglamentaciones complementarias del Uruguay

Pictograma utilizado cuando la prohibición de fumar está en orden

La Ordenanza del Ministerio de Salud Pública de Uruguay N.º 466/09 establece que en las cajas de cigarrillos se deben usar seis imágenes definidas con sus correspondientes leyendas y que estas deben ocupar el 80 % del envase. En las caras laterales debe estar impresa la leyenda «Este producto contiene nicotina, alquitrán y monóxido de carbono». La empresa afirmó que este aumento del tamaño de las advertencias le impedía mostrar sus marcas legalmente protegidas, al tiempo que el uso de pictogramas con imágenes chocantes y repulsivas como la de un bebé grotescamente desfigurado no representaban fielmente los efectos del cigarrillo.
El 31 de mayo de 2005 se promulgaron una serie de decretos que endurecieron la política respecto al tabaco, modificando las normativas vigentes en lo que refiere a consumo, comercialización, publicidad y esponsorización de sus productos.
El Decreto N.º 164/005 establece nuevas tasas del Impuesto Específico Interno (IMESI) aplicables a la comercialización de cigarrillos, cigarros de hoja y tabacos, lo que redunda en un importante aumento del precio de estos productos para el consumidor final.
El Decreto N.º 169/005 prohibió la difusión durante el horario de protección al menor de publicidad de productos o marcas de cigarrillos, tabacos y afines en canales de televisión abierta, cerrada, por cable o codificada.
Por su parte, el Decreto N.º 170/005 prohibió el patrocinio de productos derivados del tabaco en todas las actividades relacionadas con la práctica del deporte y en particular en escenarios deportivos.
Finalmente, el Decreto N.° 168/005 estableció restricciones a las características que deben tener las áreas de fumadores en restaurantes, bares y lugares de esparcimiento.
La Resolución Ministerial N.º 514/09 dispuso que cada compañía solo puede vender una variedad de cigarrillos. La empresa afirmó que estas regulaciones la obligaron a retirar del mercado siete de las doce variedades que vendía en Uruguay. 
Por último las tabacaleras e importadoras dispusieron de un plazo para aumentar de un 50 a un 80 por ciento las imágenes y pictogramas que se incluyen en las cajillas de cigarrillos y envases de tabaco referidos a los efectos nocivos de su consumo. El Decreto N.º 287/09, daba plazo hasta el 22 de diciembre de 2009 para que la imagen de advertencia ocupara el 80 % de la superficie del envase.

## Sentencia
La resolución del caso, que sentó jurisprudencia internacional, tomó seis años en desarrollarse, un total de trescientas cuatro páginas y finalizó el 8 de julio de 2016. El CIADI del Banco Mundial falló en favor de Uruguay; el tribunal arbitral afirmó las dos medidas como ejercicios razonables del derecho soberano y el deber uruguayo de proteger la salud pública de las causas de la muerte y el tabaquismo, obligando a los demandantes a pagar los gastos de los demandados y del tribunal.
El fallo del tribunal tuvo la opinión concurrente y disidente del abogado, profesor y autor estadounidense Gary Born que emitió un voto parcial en discordia. Gary Born emitió una decisión discordante en dos de los puntos del fallo. Dice en resumen:

En síntesis, concuerdo con la mayoría de las conclusiones del Tribunal, pero disiento con el Laudo respecto de dos cuestiones importantes. Mis conclusiones respecto de estas cuestiones no ponen en duda la vasta autoridad de Uruguay, o de otros estados, de regular en favor de los intereses de la salud y la seguridad pública. Sin embargo, ellas hacen hincapié en las garantías del acceso a la justicia y a la protección contra la arbitraria conducta del estado y, por consiguiente, lamentablemente debo disentir.
Gary Born, 28 de junio de 2016.

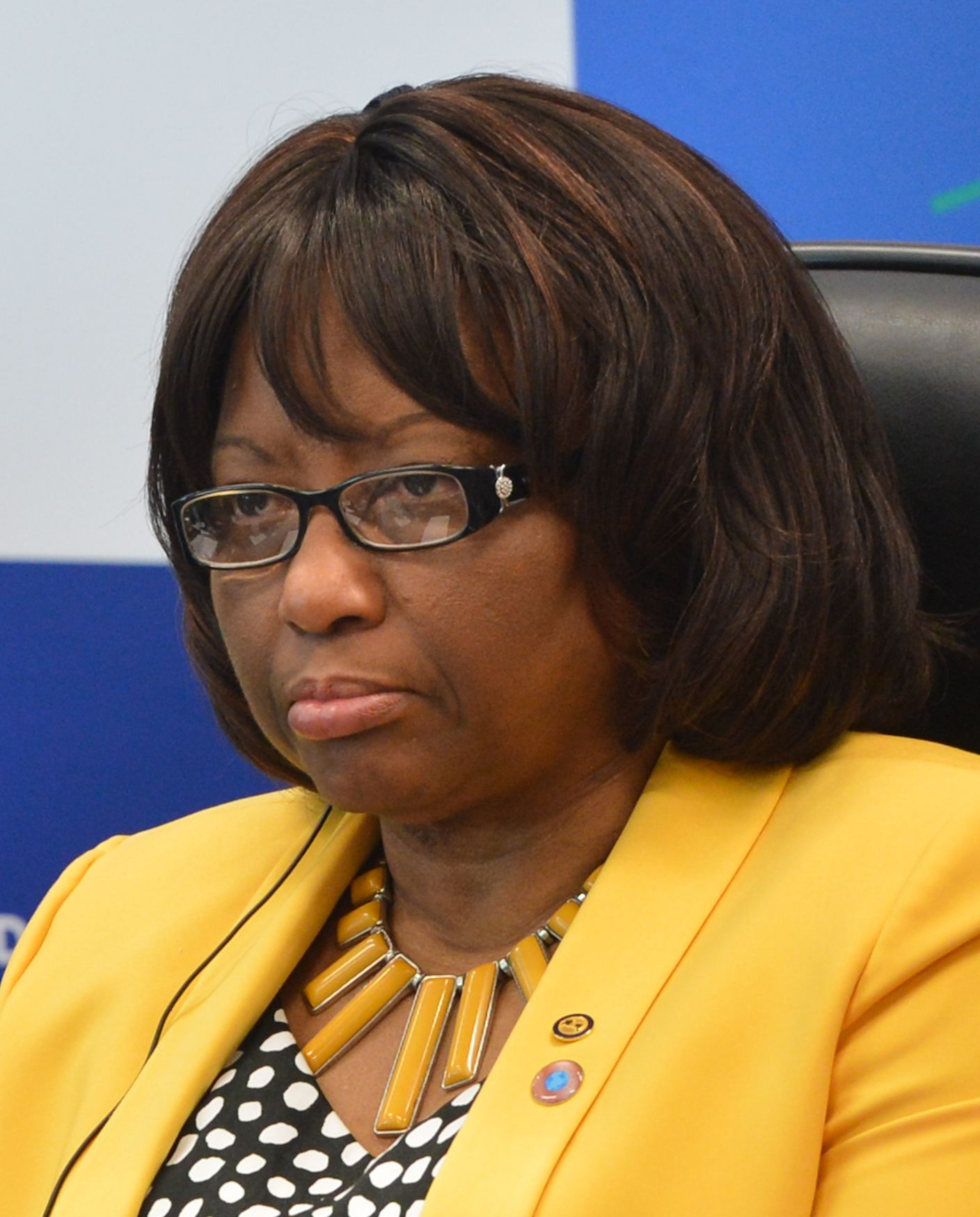
Carissa Etienne en 2015

El laudo final estableció que Philip Morris debió pagar siete millones de dólares al país por los gastos judiciales, además de abonar diferentes montos por los honorarios y gastos administrativos de los tres árbitros y la CIADI.
Luego de la sentencia final Uruguay recibió un comunicado de felicitaciones de la OMS y la OPS que expresaron:

Esta decisión es un reconocimiento a los esfuerzos continuos de Uruguay por proteger a su población contra el consumo de tabaco y la exposición al humo de tabaco ajeno.
Carissa Etienne, directora de la Organización Panamericana de la Salud, agosto de 2016.

Luego de la victoria del juicio se anunció que a partir de 2017 los cigarrillos en Uruguay se venderán en empaquetado neutro. Sin embargo la medida se encuentra en suspenso por otro litigio solicitado por las empresas British American Tobacco y Tabacos Monte Paz dos compañías que operan en Uruguay y lograron una medida temporal sobre el decreto de empaquetado neutro.
En septiembre de 2018 Tabaré Vázquez recibió en Washington, Estados Unidos, la distinción Héroe de la Salud Pública de las Américas, el más alto reconocimiento de la Organización Panamericana de la Salud por su combate al tabaco en torno a la salud pública uruguaya.